# Linga (nära Vementry)
Linga är en obebodd ö i kommunen Shetlandsöarna, Skottland. Ön är belägen 1,4 km från Brindister.